# Brú na Bóinne

Brú na Bóinne (irsko [bˠɾˠuː n̪ˠə bˠoːn̪ʲə], Palača Boyne ali Dvorec Boyne) je območje v grofiji Meath na Irskem na obrežju reke Boyne. Je ena najpomembnejših prazgodovinskih pokrajin na svetu, ki datira v neolitsko obdobje (med 3500 in 2500 pr. n. št.) z velikimi megalitskimi prehodnimi grobovi Knowth, Newgrange in Dowth ter okoli 90 drugimi spomeniki. Arheološka kultura, povezana s temi kraji, se imenuje boynska kultura.
Od leta 1993 je to območje na seznamu svetovne dediščine, ki jo je UNESCO od leta 2013 poimenoval Brú na Bóinne – Archaeological Ensemble of the Bend of the Boyne. 

## Lega
Območje leži osem kilometrov zahodno od Drogheda v grofiji Meath na bregu reke Boyne. To je približno 40 kilometrov severno od Dublina.
Brú na Bóinne je na južni, zahodni in vzhodni strani obkrožena z reko Boyne. Vzdolž severnega roba teče še majhen pritok, reka Mattock, tako da je območje skoraj popolnoma obdano z vodo. Vse  prazgodovinske znamenitosti razen dveh so na tem polotoku.

## Opis nahajališča
Območje je bilo središče človeške poselitve najmanj 6000 let, glavne strukture pa so nastale pred približno 5000 leti.
Nahajališče je kompleks neolitskih gomil z grobnicami, stoječih kamnov, hengeev in drugih prazgodovinskih zaključenih enot, nekatere so že iz 35.−32. stoletja pred našim štetjem, torej iz obdobja pred egiptovskimi piramidami. Gradnja je tehnično izpopolnjena  s poznavanjem znanosti in astronomije, kar je najočitnejše v prehodnem grobu Newgrange. Nahajališče pogosto imenujejo Bend of the Boyne, kar pogosto (nepravilno) pomeni, da je prevod Brú na Bóinne (Palača ali Dvorec Boyne). Povezana arheološka kultura se pogosto imenuje boynska kultura. 
Območje obsega 780 ha, na njem je okoli 40 prehodnih grobov, so pa tudi druga prazgodovinska in kasnejša ograjena mesta. Večina spomenikov je na severni strani reke. Najbolj znana območja so prehodni grobovi Newgrange, Knowth in Dowth, ki so znani po svojih zbirkah megalitske umetnosti . Vsak stoji na grebenu ob okljuku reke. Grobnici Knowth in Newgrange sestavljajo kamni starejšega spomenika, ki je bil na tem kraju in so jih ponovno uporabili. Newgrange je osrednja gomila pokopališča prehodnih grobov doline Boyne, krožna gomila s premerom več kot 100 metrov, v kateri je nameščena grobna komora v obliki križa. Knowth in Dowth sta primerljive velikosti. Ni pa nobenih dokazov o zgodnejši dejavnosti, razen najdenega orodja na rtu, ki so ga pustili mezolitski lovci.
Prehodne grobnice so nastale okoli 3300 pr. n. št., delo se je ustavilo okoli 2900 pr. n. št. Območje se je še naprej uporabljalo za bivanje in obrede do zgodnje bronaste dobe, ko so bili zgrajeni številni nasipi, jame in leseni krogi (henge). Artefakti iz poznejše bronaste dobe so razmeroma neopazni: nekaj kamnitih grobov, krožni pokopni jarki ter žarne gomile. Za železno dobo so samo dokazi o posameznih dejavnostih, kot so pokopi blizu Knowtha in Rosnareeja. Dragoceni predmeti iz rimskega obdobja, kot so kovanci in nakit, so bili najdeni kot votivni darovi v bližini Newgrangea.
Ob rečnem zavoju so bile najdene tudi številne druge ograjene in megalitske lokacije, ki so imele preproste oblike črk, kot je M-ograda. Poleg treh velikih grobov je več drugih obrednih krajev, ki vključujejo :
- henge Cloghalea
- Townleyhallski prehodni grob
- Monknewtownski henge in obredni ribnik
- Newgrange cursus (jarki in nasipi)

### Astronomski položaj
Vsako od treh glavnih megalitskih mest ima pomemben arheoastronomski pomen. Newgrange in Dowth imata poravnavo na zimski solsticij, medtem ko je Knowth usmerjen proti spomladanskemu in jesenskemu enakonočju. Poleg teh so bile preiskane tudi okoliške glavne lokacije glede na druge možne usmeritve. Postavitev in zasnova kompleksa Brú na Bóinne prek doline je bila raziskana tudi zaradi astronomskega pomena.

## Center za obiskovalce Brú na Bóinne
Ogledi Newgrangea in Knowtha so vodeni in se začnejo v centru za obiskovalce, ki je bil odprt leta 1997 v kraju Donore v grofiji Meath na južni strani reke Boyne, zgodovinsko območje pa je na severni strani reke in je dostopno čez brv s turističnim vodnikom.

## Galerija
- Brú na Bóinne iz zraka
- Notranjost Knowtha
- Newgrange
- Newgrange